# Luigina Sinapi
Luigina Sinapi (Itri, 8 settembre 1916 – Roma, 17 aprile 1978) è stata una mistica e veggente italiana, che per tutta la vita avrebbe avuto apparizioni della Madonna, di Gesù e di vari santi, tra cui san Francesco d'Assisi e san Filippo Neri.
Ebbe un intenso rapporto d'amicizia e spirituale con il papa papa Pio XII e con Padre Pio.
Venne proclamata venerabile serva di Dio dal Dicastero delle Cause dei Santi il 27 gennaio 2025.

## Biografia
Luigina Sinapi nasce a Itri, (un paese situato oggi in provincia di Latina) l'8 settembre 1916, in una famiglia benestante. È la maggiore di 5 figli.
Riferì di aver avuto fin da bambina apparizioni mariane, di Gesù e di angeli. Per questo motivo sua mamma, turbata, negli anni venti la porta da Padre Pio a San Giovanni Rotondo. Da questo momento in poi nascerà un rapporto strettissimo che crescerà sempre di più tra Luigina e il santo di Pietrelcina.
Nel novembre 1931 muore la mamma di Luigina, che da questo momento farà da madre ai fratelli più piccoli.
Pochi anni dopo Luigina s'ammala di tumore. La malattia sembra portarla alla morte tant'è che riceve l'estrema unzione. Ma il 15 agosto 1935 Gesù e Maria le sarebbero apparsi in visione per guarirla miracolosamente. Luigina sceglie di vivere col compito di portare su di sé i mali del mondo.
Per tutta la vita Luigina farà una vita normale di apostolato. Fa diversi mestieri: dal 1936 al 1940 lavora come impiegata all'Istituto di Statistica. Dopodiché farà vari mestieri tra cui la cassiera. Dal 1956 al 1970 lavorò all’Istituto Nazionale di Geofisica come segretaria del Venerabile Servo di Dio Enrico Medi.
Racconta di aver avuto, nell'aprile del 1937, in una grotta vicino alla basilica delle tre fontane a Roma, una visione in cui la Madonna le prediceva l'elezione di Pio XII e la sua apparizione a Bruno Cornacchiola nel medesimo luogo, a distanza di 10 anni (sarebbe avvenuta il 12 aprile 1947).
Dopo tale visione Luigina incontrerà la sorella dell'allora cardinale Pacelli, al quale riferirà la profezia. A partire da quel momento il futuro papa avrà con Luigina un intenso rapporto d'amicizia. Numerose saranno le udienze private della mistica con il papa e anche le telefonate tra i due.
Nel 1940 Luigina fonderà ad Itri, presso il Santuario della Madonna della Civita, un'opera caritatevole per i più deboli.
Nel 1950, prima di comunicare ufficialmente il dogma dell'Assunzione di Maria Santissima in corpo e in anima, Pio XII riceverà in colloquio Luigina che gli dirà che la Madonna apparendole aveva dato la sua approvazione.
Luigina Sinapi morirà a quasi 62 anni il 17 aprile 1978.